# Капелла Богоматери (Вевержи)
Капелла Богоматери в Вевержи (чеш. Kaple Matky Boží na Veveří), также называемая Капелла Богоматери Вевержской (чеш. Kaple Matky Boží veverské) или Капелла Вознесения Девы Марии (чеш. Kaple Nanebevzetí Panny Marie) — изначально приходская церковь, расположенная примерно в 400 метрах к юго-западу от замка Вевержи, которая существует с XII века. Охраняется как памятник культуры с 1958 года.

## История
На месте капеллы с XII века стояла церковь, первое письменное упоминание которой датируется 1240 годом. Вокруг церкви находилась деревня, которая образовывала форбург замка Вевержи. Деревня исчезла во время гуситских войн. Рядом с капеллой стоял небольшая постройка для отшельников, которая была снесёна в 1797 году из-за плохого состояния. Фундамент постройки впоследствии разобрали.

## Описание
Это двухнефная капелла. Первоначально это была церковь в романском стиле, позже она была частично перестроена в готическом стиле. Башня была снесена шведами во время Тридцатилетней войны, и до наших дней сохранилась лишь небольшая колокольня с двумя колоколами. Южный романский портал заканчивается у тимпана греческим крестом с двумя львами и ведет к боковому готическому нефу. Вход в главный романский неф ведет через готический западный вход. На фронтоне с восточной стороны церкви отчетливо виден позднеготический рельеф с человеческим лицом.
Внутреннее убранство часовни аскетично. Особо выделяется ценнейшая икона Мадонны из Вевержи, которую некоторые исследователи приписывают мастеру Вышебродского алтаря, творившему около 1350 года. Икона в 1938 году была перенесена в Национальную галерею в Праге для реставрации. В капелле осталась копия, которую украли в октябре 1993 года. В декабре 2015 года Городской суд в Праге постановил вернуть картину владельцу — римско-католическому приходу Веверска-Битишка, который передал её в экспозицию Епархиального музея в Брно.
Капелла находится в районе Брно-город, в кадастровом районе Брно-Быстрч и принадлежит римско-католическому приходу Веверска-Битишка. Службы в капелле проходят нерегулярно, и она используется в религиозных целях лишь во время некоторых христианских праздники. Капелла также является популярным местом для церковных венчаний и христианских паломничеств. Часовня находится на территории природного парка Подкоморские леса.

## Кладбище при капелле
27 февраля 1837 года свергнутый шведский король Густав IV Адольф был похоронен в нише у главной лестницы. Адольф скончался тремя неделями ранее, 7 февраля в швейцарском Санкт-Галлене. Тело перевезли в Вевержи, где в замке жил его сын, наследный принц Густав Ваза. Спустя полвека, в 1884 году, после того, как его семья была частично реабилитирована, его останки были эксгумированы и перенесены в мавзолей шведских королей в церкви Риддархольмена.
Территория вокруг капеллы также служила кладбищем для деревень по соседству. Здесь хоронили умерших в Веверска-Битишке до 1837 года, когда было основано новое городское кладбище. Последнее захоронение на кладбище при капелле произошло в 1880 году.